# Saint-Sernin (Lot-et-Garonne)
Saint-Sernin is een gemeente in het Franse departement Lot-et-Garonne (regio Nouvelle-Aquitaine) en telt 429 inwoners (2004). De plaats maakt deel uit van het arrondissement Marmande.

## Geografie
De oppervlakte van Saint-Sernin bedraagt 21,3 km², de bevolkingsdichtheid is 20,1 inwoners per km².
De onderstaande kaart toont de ligging van Saint-Sernin (Lot-et-Garonne) met de belangrijkste infrastructuur en aangrenzende gemeenten.

## Demografie
Onderstaande figuur toont het verloop van het inwonertal (bron: INSEE-tellingen).